# بي. أو. فلاور
بي. أو. فلاور (بالإنجليزية: B. O. Flower)‏ هو محرر وصحفي أمريكي، ولد في 19 أكتوبر 1858 في ألبيون في الولايات المتحدة، وتوفي في 24 ديسمبر 1918 في بوسطن في الولايات المتحدة.